# Efektywny altruizm
Efektywny altruizm – filozofia i ruch społeczny, którego celem jest poszukiwanie, zastosowanie i popularyzacja najbardziej efektywnych sposobów poprawy obecnej sytuacji na świecie. Efektywny altruista rozważa wszystkie możliwości, a następnie podejmuje działania w taki sposób, aby miały one najbardziej pozytywny wpływ. W pewnych sytuacjach wymaga to podejmowania mniej intuicyjnych i w mniejszym stopniu opartych na emocjach decyzji. Podejście, które wymaga opierania się na dowodach, odróżnia efektywny altruizm od tradycyjnych form filantropii i działań dobroczynnych.
Najbardziej znanym filozofem popierającym ideę efektywnego altruizmu jest Peter Singer. Inni istotni filozofowie efektywnego altruizmu to Toby Ord i William MacAskill. Ruch ten powstał w latach dwutysięcznych, a sam termin utworzono w 2011 r. 

## Analiza kosztów-efektywności
W kontekście działalności charytatywnej analiza kosztów-efektywności rozumiana jest jako miara dobra osiągniętego za jednego dolara. Na przykład opłacalność interwencji zdrowotnych możemy mierzyć za pomocą liczby QALY (lat życia skorygowanych jego jakością). Skupianie się na dokonywaniu donacji w efektywny sposób to niezwykle istotny komponent efektywnego altruizmu, ponieważ niektóre organizacje są bardziej efektywne od innych, a jeszcze inne po prostu nie są w stanie osiągnąć wyznaczonych sobie celów. Organizacje różnią się między sobą chociażby pod względem zróżnicowania kwot pieniężnych przeznaczanych na realizacje takich samych celów. GiveWell opracowało raporty, z których wynika, że niektóre organizacje są setki lub tysiące razy bardziej efektywne od innych w odniesieniu do analizy kosztów-efektywności. Choć tę metodę w działalności charytatywnej wykorzystuje się od niedawna, jest ona powszechnie znana w dziedzinie ekonomii. Wielu efektywnych altruistów posiada wiedzę z zakresu filozofii, ekonomii, matematyki lub innych dziedzin naukowych wymagających racjonalnego i analitycznego myślenia.

## Priorytety
Istotnym elementem odróżniającym efektywny altruizm od tradycyjnego altruizmu lub dobroczynności jest nieustanna praca nad znalezieniem najbardziej efektywnych sposobów osiągnięcia wyznaczonych celów.
Efektywni altruiści usiłują wybrać najistotniejszy problem, odnosząc się do szeroko pojętych wartości, jak na przykład zapobieganie cierpieniu. Następnie angażują swój czas i pieniądze w działania, które realizują ich cele najskuteczniej. Obecnie istnieje kilka organizacji prowadzących badania nad sposobami wyboru najpilniejszych problemów, na których powinien skupiać się efektywny altruizm. Wielu efektywnych altruistów podziela zdanie, że najistotniejszymi problemami, na których należy się skupić, są: bieda w krajach rozwijających się, cierpienie zwierząt w gospodarstwach przemysłowych (ze względu na fakt, że los zwierząt ma dla nich niemal taką samą wartość moralną jak los człowieka) oraz długoterminowa przyszłość ludzkości. Efektywni altruiści zgadzają się co do tego, że przyszłe pokolenia najprawdopodobniej będą dzieliły takie same lub bardzo podobne wartości moralne, dlatego wszyscy powinniśmy troszczyć się o minimalizację egzystencjalnego ryzyka.

## Zasada równości
Idea efektywnego altruizmu odrzuca pogląd mówiący o tym, że niektóre istoty same w sobie są wartościowsze od innych. Według Petera Singera nie ma różnicy między pomocą dziecku z sąsiedztwa a osobie oddalonej od nas kilka tysięcy kilometrów, której imienia nigdy nie poznamy. Oznacza to, że z moralnego punktu widzenia jesteśmy zobowiązani do przekraczania granic interesów własnego społeczeństwa. Idea walki z głodem na świecie powinna być traktowana na równi z istotną sprawą społeczeństwa obywatelskiego. Pomimo iż ze względu na prawo międzynarodowe było to niegdyś praktycznie niemożliwe, w dzisiejszych czasach jest to jak najbardziej realne.

## Alternatywne wnioskowanie
Efektywni altruiści podkreślają fakt mówiący o tym, że rozważanie wszystkich istniejących możliwości jest niezwykle istotne, aby określić, który kierunek działania maksymalizuje pozytywny wpływ na świat. Wiele osób wychodzi z założenia, że bezpośrednia praca w organizacjach charytatywnych lub świadczenie innych usług społecznych to najlepszy sposób niesienia pomocy innym. Jednak odkąd organizacje charytatywne lub społeczne nie mają raczej problemu ze znalezieniem osób chętnych do współpracy z nimi, to według efektywnych altruistów powinniśmy ostrożniej podejmować tego typu prace, porównując najpierw wielkość dobra osiągniętego dzięki osobie wybierającej tradycyjną ścieżkę kariery w filantropii do wielości dobra osiągniętego dzięki zatrudnieniu na to samo stanowisko najlepszego spośród wszystkich kandydatów. Zgodnie z tym tokiem rozumowania pozytywny wpływ, który może przynieść nasza bezpośrednia działalność w organizacjach charytatywnych, może być mniejszy, niż się wydaje.
Niekonwencjonalna ścieżka kariery efektywnego altruisty może być strategią zarabiania jak największej ilości pieniędzy w celu dokonywania donacji. Niektórzy efektywni altruiści argumentują, że potencjalne działania nieetyczne, jako skutek uboczny uprawiania lukratywnej kariery, nie mają większego znaczenia, ponieważ ktoś inny i tak by to zrobił, natomiast potencjalna donacja osoby na dobrze płatnym stanowisku może zrobić ogromną różnicę. Niektórzy jednak są przeciwni takiemu podejściu. Bernard Williams argumentuje, że nieuzasadnione są działania utylitarne naruszające integralność jednostki, podając za przykład pracę w fabryce broni chemicznej jako działanie przeciwko idei utylitaryzmu.

## Fizyczny dystans a moralne zobowiązania
Wielu wpływowych filozofów, takich jak Peter Singer i Peter Unger, odrzucają pogląd jakoby wspieranie organizacji charytatywnych poprzez dokonywanie donacji było dobrowolne i nie zobowiązywałoby nas moralnie. Według nich każdy powinien poczuwać się do obowiązku pomocy krajom najuboższym poprzez dokonywanie donacji za pośrednictwem organizacji najbardziej efektywnych. Niepodejmowanie tego typu działań jest moralnie naganne. Singer i Unger używają rozmaitych eksperymentów myślowych, aby zobrazować ten argument. Polegają one najczęściej na postawieniu kogoś w sytuacji, w której jest w stanie zapobiec nieszczęściu lub uratować czyjeś życie, ponosząc nieznaczne koszty. Większość ludzi zgadza się z następującym poglądem: jeśli stoimy w obliczu bezpośredniego zagrożenia czyjegoś życia, wówczas moralnie i prawnie zobowiązani jesteśmy nieść pomoc. Singer i Unger podsumowują swoje rozważania: niedokonywanie donacji w momencie, kiedy jesteśmy w stanie uratować życie niewielkim kosztem, jest moralnie niewłaściwe. Ten argument to kluczowa zasada efektywnego altruizmu – fizyczny dystans nie powinien mieć wpływu na nasze decyzje moralne.

## Znani zwolennicy

### Peter Singer
Peter Singer opublikował dotychczas kilka książek na temat efektywnego altruizmu. Najbardziej znana, wydana również w języku polskim, to The Life You Can Save, w której podkreśla, jak istotne jest korzystanie z raportów na temat kosztów-efektywności organizacji charytatywnych, ponieważ w ten sposób nasze donacje są wykorzystywane najbardziej efektywnie. W jednym ze swoich artykułów "Famine, Affluence and Morality" przekonuje, że jesteśmy moralnie zobowiązani pomagać potrzebującym:

Jeśli jesteśmy w stanie zapobiec złym wydarzeniom, bez konieczności poświęcania czegoś mającego wartość moralną, powinniśmy, ze względu na zasady moralne, to zrobić.

Peter Singer jest również założycielem organizacji non profit The Life You Can Save promującej wspieranie efektywnych organizacji charytatywnych, jest członkiem zarządu Animal Charity Evaluators oraz członkiem Giving What We Can. W wielu miejscach rekomenduje organizacje wymienione poniżej. Dotychczas przekazał na cele charytatywne przynajmniej 25% swoich dochodów.

### Toby Ord
Toby Ord jest etykiem na Uniwersytecie w Oxfordzie. Promuje konsekwencjalizm, jest szczególnie przejęty problemem ubóstwa na świecie, zajmuje się także egzystencjalnym ryzykiem. Założył Giving What We Can, organizację, która zachęca do przekazywania 10% swoich dochodów na cele charytatywne. Jego roczny koszt utrzymania to 18 000 £ (27,000$), pozostałą część swoich dochodów Toby Ord przeznacza na cele charytatywne.

### Thomas Pogge
Student Johna Rawlsa Thomas Pogge podchodzi do efektywnego altruizmu z mniej konsekwencjalistycznego punktu widzenia. Jest członkiem Giving What We Can oraz Health Impact Fund, mającej na celu produkcję zaawansowanych leków po niskich kosztach dla osób żyjących w ubóstwie, a także Academics Stand Against Poverty, organizacji pomagającej osobom ze środowisk akademickich rozwijać pozytywny wpływ na świat pogrążony w ubóstwie.
Jego książka World Poverty and Human Rights zawiera pogląd mówiący o tym, że społeczność z bogatych krajów demokratycznych krzywdzi społeczność z krajów rozwijających się:
“Większość z nas nie tylko pozwala innym głodować, ale również uczestniczy w odbieraniu im pożywienia.” W związku z tym, uważa, że jesteśmy zobowiązani pomagać krajom w ubóstwie, ponieważ ludzie z krajów rozwiniętych biorą czynny udział w zadawaniu krzywdy najbiedniejszym poprzez pożyczanie pieniędzy skorumpowanym rządom tych krajów.

### Peter Unger
Peter Unger w swojej książce 'Living High and Letting Die prezentuje kilka argumentów na temat, dlaczego ludzie z krajów rozwiniętych zobowiązani są pomagać innym. Jednym z przykładów jest eksperyment myślowy "Vintage Sedan". Kierowca, ponosząc duże koszty i poświęcając wiele czasu, wyremontował swój zabytkowy samochód marki mercedes sedan. Pewnego dnia podczas przejażdżki spotyka na swojej drodze rannego studenta, który z powodu nieustannie krwawiącej nogi wymaga natychmiastowej interwencji lekarza. Zdaniem Ungera większość ludzi uznałaby, że konieczność wymiany zabrudzonej krwią tapicerki jest niczym w porównaniu z przysługą, jaką kierowca może wyświadczyć studentowi, podwożąc go do szpitala. W ten sposób Unger udowadnia, że większość ludzi doskonale zdaje sobie sprawę z tego, co jest moralnie naganne i dlaczego powinniśmy zaakceptować fakt nagłej konieczności poniesienia kosztów remontu samochodu, jeśli może to uratować czyjeś życie. Kontrastuje jednak ten fakt z potencjalnymi odpowiedziami na list z UNICEF-u z prośbą o wysłanie 100 dolarów na rzecz trzydzieściorga umierających dzieci, które nie mają żadnych szans na przeżycie bez tych pieniędzy. Unger argumentuje, że w tej sytuacji jesteśmy zobowiązani do pomocy dokładnie w takim samym stopniu, jak w sytuacji pierwszej. W odniesieniu do życia realnego zdaniem Ungera stosunkowo zamożna osoba powinna wspomagać istotne, efektywne organizacje, takie jak Oxfam i UNICEF.

### Shelly Kagan
Shelly Kagan argumentuje w The Limits of Morality, iż ludzie nie posiadają moralnej opinii do podejmowania działań w sposób przynoszący optymalny wynik. Rozpoczyna on od stwierdzenia: “Moralność wymaga odegrania -aktów nie inaczej zabronionych- aktu zrozumiale uznanego za ogólnie prowadzący do najlepszych skutków”. Próbuje on obronić swoje stwierdzenie poprzez szczegółową analizę różnych punktów widzenia moralnej opinii, moralnych ograniczeń oraz sposobów ich obrony. Zauważa on, iż istnieje zależność między wiarą w istnienie moralnych opinii oraz wiarą w istnienie moralnych ograniczeń. Osoba wierząca w istnienie opinii przynoszących optymalną wymierność prawie na pewno poprzez pewne ograniczenia odnośnie do tego, jak możemy się zachowywać.

## Praktyka efektywnego altruizmu w codziennym życiu
Z założenia idea efektywnego altruizmu może wpływać na styl życia. Wielu efektywnych altruistów decyduje się żyć oszczędnie (według standardów krajów wysoko rozwiniętych), mając w ten sposób możliwość przekazania większej sumy pieniędzy na cele charytatywne. Według "Washington Post para efektywnych altruistów Jeff Kaufman i Julie Wise w 2012 roku przeznaczyła na swoje utrzymanie 10 000 dolarów; średnio mniej niż 200 dolarów na artykuły spożywcze oraz ok. 300 dolarów na pozostałe wydatki. Niektórzy spośród efektywnych altruistów celowo wybierają takie ścieżki kariery, które umożliwiają im zarabianie dużej sumy pieniędzy, aby dokonywać większych donacji, np. niektórzy analitycy z branży finansowej przeznaczają połowę swoich zysków na cele charytatywne.

## Przykłady organizacji
Organizacje będące częścią ruchu Efektywny Altruizm:
- Animal Charity Evaluators, organizacja non profit poszukująca najbardziej efektywnych sposobów poprawy jakości życia zwierząt[27].
- GiveWell, organizacja zajmująca się testowaniem i ocenianiem efektywności organizacji charytatywnych[28].
- Giving What We Can, międzynarodowe stowarzyszenie promujące najbardziej efektywne organizacje charytatywne zajmujące się redukcją biedy na świecie. Przede wszystkim analizuje koszty efektywności tych organizacji, zachęcając do racjonalnego dokonywania donacji oraz budowania społeczności, której członkowie przeznaczają część swoich dochodów na wspieranie organizacji charytatywnych w najbardziej efektywny sposób[29].
- The Life You Can Save, ruch popierający zwalczanie biedy na świecie poprzez wspomaganie najbardziej efektywnych organizacji. Został on zapoczątkowany przez Petera Singera po publikacji jego książki The Life You Can Save[30].
- Peer to Peer University, oferuje kursy online, których celem jest pomoc studentom w bardziej efektywnym czynieniu dobra.
- 80,000 Hours, organizacja oferująca etyczne porady odnośnie do kariery zawodowej osobom, które chcą przy użyciu swoich umiejętności pozytywnie wpływać na świat[31].
- Więcej Dobra
- Fundacja Efektywny Altruizm
- Ambitious Impact

## Krytyka
Wiele kontrowersji budzi planowanie kariery zawodowej w środowisku, w którym nie do końca przestrzega się norm etycznych, tylko dlatego że można zarobić tam więcej pieniędzy na cele charytatywne. David Brooks, dziennikarz The New York Times, krytykuje efektywnych altruistów, którzy obrali strategię podejmowania wysoko płatnych prac w celu dokonywania większych donacji. Jego zdaniem branża finansowa lub inne wysoko opłacane branże zawodowe skupiają ludzi, którzy wybrali tego typu zawód z samolubnych powodów, może to spowodować, że obracanie się efektywnych altruistów w tego typu środowisku uczyni z nich mniej altruistyczne osoby. Niektórzy efektywni altruiści również podzielają te obawy, dlatego tworzą internetowe społeczności zachęcające do publicznych deklaracji oraz dokonywania donacji poprzez otworzenie rachunku w funduszu, który kontroluje, w jaki sposób pieniądze są inwestowane i w jaki sposób lokowane w organizacjach charytatywnych.
W odpowiedzi na tę krytykę National Review zakwestionował zarzut nieetyczności takich środowisk jak branża finansowa. Autor twierdzi, że często tego typu działalność przynosi więcej korzyści niż szkód. Magazyn biznesowy Euromoney pochwalił organizacje efektywnego atruizmu za położenie nacisku na indywidualne działania charytatywne. Jeden z fundatorów GiveWell Paul Brest z fundacji William and Flora Hewlett Foundation w artykule dla magazynu Stanford Social Innovation Review napisał:
“Rozważywszy wszystkie argumenty, wszystkim efektywnym altruistom radzę: trzymajcie tak dalej!”
Natomiast Ken Berger i Robert Penna z Charity Navigator w magazynie Stanford Social Innovation Review poddali krytyce efektywny altruizm jako filozofię. Publikacja ich krytyki w listopadzie 2013 na stronie internetowej magazynu wywołała silną reakcję ze strony efektywnych altruistów, o czym świadczy między innymi opublikowana przez SSIR odpowiedź Williama MacAskilla.

## Lektury
- Peter Unger (1996). Living High and Letting Die: Our Illusion of Innocence. ISBN 978-0195108590
- Shelly Kagan (1991). The Limits of Morality. ISBN 978-0198239161
- Peter Singer (2009). The Life You Can Save: Acting Now to End World Poverty. ISBN 978-1-4000-6710-7
- Daniel M. Oppenheimer, Christopher Y. Olivola (2010). The Science of Giving: Experimental Approaches to the Study of Charity (The Society for Judgment and Decision Making Series) ISBN 1-84872-885-9
- Peter Singer (2015), The Most Good You Can Do: How Effective Altruism Is Changing Ideas About Living Ethically". ISBN 978-0300180275
- William MacAskill (2015), Doing Good Better: Effective Altruism and How You Can Make a Difference. ISBN 978-1592409105

## Efektywny altruizm w Polsce
W Polsce wzrasta zainteresowanie ruchem efektywny altruizm, a jedną z organizacji reprezentujących ten nurt jest Fundacja Efektywny Altruizm (FEA) założona w 2018 roku. Działania FEA obejmują edukację z zakresu globalnych wyzwań oraz interwencji społecznych, a także projekty wspierające jednostki w wymiernym zwiększaniu pozytywnego wpływu na świat. Prezesem fundacji od 2025 roku jest Chris Szulc.
W nurcie efektywnego altruizmu działa również stowarzyszenie Otwarte Klatki, podejmujące kampanie na rzecz poprawy warunków życia zwierząt na fermach przemysłowych.